# Malý Dub
Malý Dub je malá vesnice, část města Český Dub v okrese Liberec. Nachází se asi 1,5 kilometru severozápadně od Českého Dubu. Malý Dub leží v katastrálním území Český Dub o výměře 9,04 km².

## Historie
První písemná zmínka o vesnici pochází z roku 1496.